# Karl-Siegbert Rehberg
Karl-Siegbert Rehberg (* 2. April 1943 in Aachen) ist ein deutscher Soziologe.

## Leben und Wirken
Nach dem Besuch der Volksschule arbeitete Rehberg als Buchhändler und Lokaljournalist. Zudem war er in der Wissenschaftlichen Abteilung des Deutschen Bundestages und als Abgeordnetenassistent beschäftigt. Nachdem Rehberg im Dezember 1968 eine Prüfung zur Zulassung zum Studium ohne Reifeprüfung abgelegt hatte, absolvierte er ein Studium der Soziologie und Politologie an der Universität zu Köln und der Rheinisch-Westfälischen Technischen Hochschule Aachen. 1973 promovierte er an der RWTH Aachen unter der Betreuung Arnold Gehlens und arbeitete dort fortan als wissenschaftlicher Mitarbeiter. Im folgenden Jahr wurde Rehberg Akademischer Oberrat und 1985 Hochschullehrer durch die korporationsrechtliche Mitgliedschaft in der Gruppe der Professoren an der RWTH Aachen, wo er von 1982 bis 1986 Vorsitzender des Satzungs-Konventes war. Zwischen 1989 und 1992 lehrte Rehberg als Gastprofessor an der Georg-August-Universität Göttingen (1989/90), der Rijksuniversiteit te Leiden (1991/92) und der Universität Leipzig (1992). Als Gründungsprofessor des Instituts für Soziologie hat er seit dem Sommersemester 1992 den Lehrstuhl für Soziologische Theorie, Theoriegeschichte und Kultursoziologie an der Technischen Universität Dresden inne. Dort war Rehberg zwischen 1994 und 1997 Dekan der Philosophischen Fakultät.
Seit 1977 Herausgeber der Arnold-Gehlen-Gesamtausgabe; 1991–94 war Rehberg Sprecher der Sektion „Kultursoziologie“ der Deutschen Gesellschaft für Soziologie (DGS); lokaler Organisator des 28. Kongresses der DGS „Differenz und Integration“, der im Oktober 1996 in Dresden stattfand; seit 1997 Mitglied des Vorstandes der DGS, 2003 bis 2006 als Vorsitzender. – Seit 1997 Projektleiter und Vorstandsmitglied im Sonderforschungsbereich 537 „Institutionalität und Geschichtlichkeit“ mit dem Teilprojekt Kunstinstitutionen in der Moderne; seit 2000 Projektleiter in dem gemeinsam mit der École Pratique des Hautes Études in Paris veranstalteten Europäischen Graduiertenkolleg 625 „Institutionelle Ordnungen, Schrift und Symbole“ mit den Betreuungsprojekten Bilder der Macht und Die Sprache und der institutionelle „Körper“ der Künste. – 1998 Gastprofessor an der Università di Roma „La Sapienza“ (dort seit 1999 Mitglied des Dottorato di Ricerca „Cultura e processi politici“ an der Facoltà delle Scienze Politiche); regelmäßige Tätigkeit als Gastprofessor in Trient sowie an der Università di Roma „La Sapienza“, der Università degli Studi „Federico II“ di Napoli und an der Libera Università Maria SS. Assunta (LUMSA) des Vatikans. Seit 1998 Beauftragter des Rektors für die Beziehungen zwischen der TUD und der Università degli Studi di Trento und für das Ateneo Italo-Tedesco.
2000 und 2003 Gastaufenthalte als Directeur des Études an der Écoles Pratiques des Hautes Études in Paris. Seit 2001 Mitglied des Wissenschaftlichen Beirates des Goethe-Instituts Inter Nationes und seit 2003 des Wissenschaftlichen Fachbeirates des Kunstarchivs Beeskow und seit 2003 des Comitato scientifico des Premio Amalfi. Im Sommersemester 2015 war Rehberg Fellow am Internationalen Kolleg für Kulturtechnikforschung und Medienphilosophie der Bauhaus-Universität Weimar. Mitherausgeber des „Jahrbuches für Soziologiegeschichte“, Mitglied des Wissenschaftlichen Beirates der Zeitschriften „Sociologia Internationalis“ und „Geschichte und Gegenwart“.
Seit April 2015 ist Rehberg Inhaber der Forschungsprofessur für Soziologische Theorie, Theoriegeschichte und Kultursoziologie an der Technischen Universität Dresden. 2016 hat Rehberg zusammen mit Franziska Kunz und Tino Schlinzig den Sammelband PEGIDA – Rechtspopulismus zwischen Fremdenangst und »Wende«-Enttäuschung? Analysen im Überblick (transcript) herausgegeben.

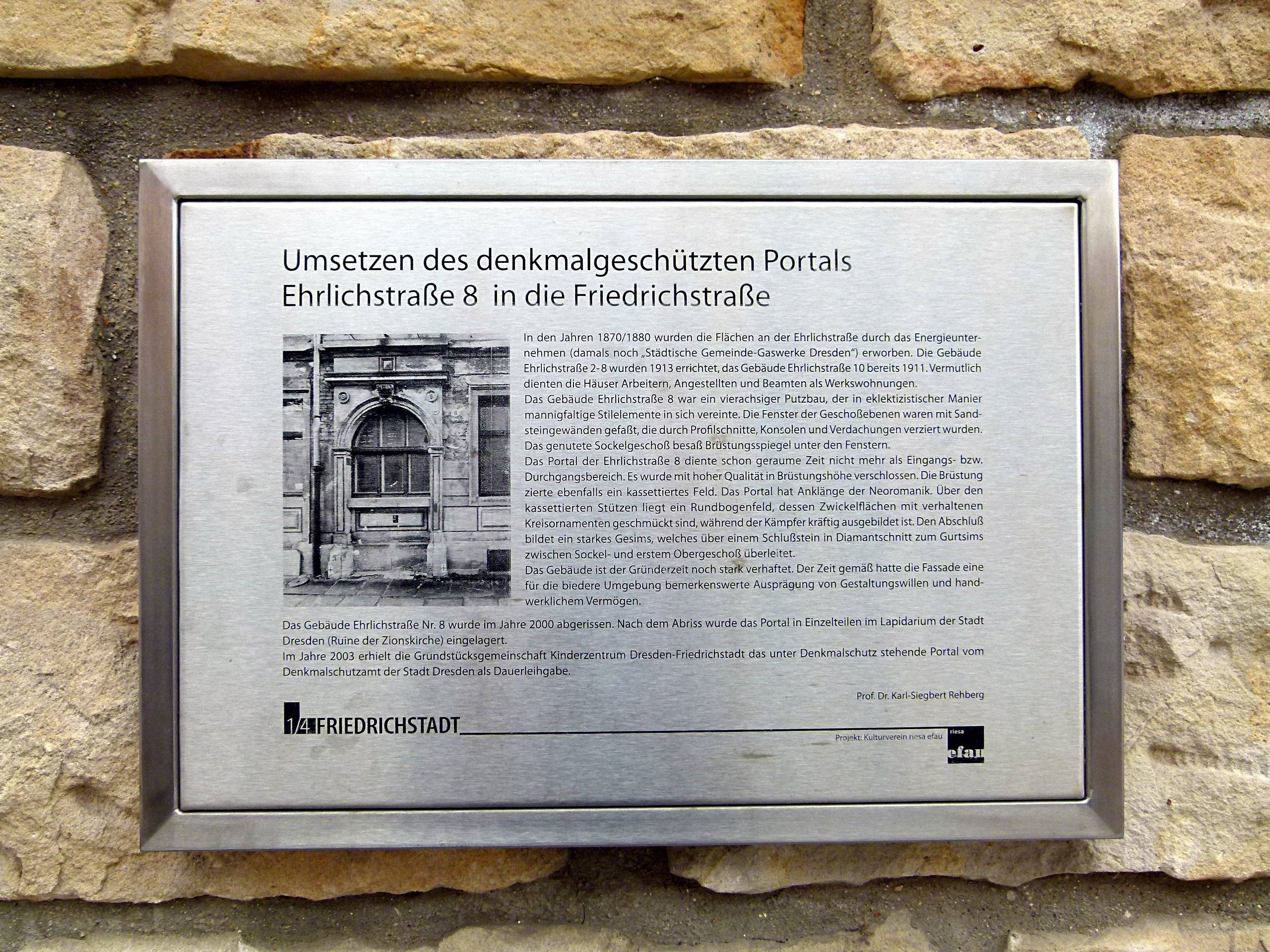
Informationsschild in der Friedrichstraße in Dresden mit einem Text von Karl-Siegbert Rehberg

Er engagiert sich ehrenamtlich in verschiedenen Vereinen und Initiativen, unter anderem im Dresdner Verein Atticus.

## Auszeichnungen
- 1992: Friedrich-Wilhelm-Preis der RWTH Aachen.
- 2011: Preis der Aby-Warburg-Stiftung
- 2011: Chevalier de l’Ordre des Palmes académiques
- 2022:  Preis für herausragende Leistungen auf dem Gebiet der öffentlichen Wirksamkeit der Soziologie der Deutschen Gesellschaft für Soziologie